# 幸福水库 (峡江)
幸福水库是中国江西省吉安市峡江县马埠镇境内的一座水库，位于沂江支流上，建于1965年。水库正常库容为1400万立方米，平均水深为7.00米，集雨面积为33平方千米，海拔为87.75米。